# Charles W. Mills
Charles Wade Mills, meist abgekürzt als Charles W. Mills, (* 3. Januar 1951; † 20. September 2021) war ein jamaikanischer Philosoph und Professor am CUNY Graduate Center.

## Leben
Mills wurde als Sohn jamaikanischer Eltern in London geboren. Die Familie, die der jamaikanischen Mittelschicht angehörte, zog im Jahr seiner Geburt zurück nach Kingston (Jamaika) wo Mills aufwuchs. Er studierte Physik an der University of the West Indies und arbeitete kurz als Physiklehrer, bevor er 1976 seinen Master in Philosophie und 1985 seinen Ph.D. mit einer Dissertation zum Konzept der Ideologie bei Marx und Engels an der University of Toronto erhielt. Während des Studiums war Mills auch politisch in der karibischen Community, linken Gruppen und der Anti-Apartheids-Bewegung aktiv und wurde Mitglied der leninistischen Workers Party of Jamaica. Im Anschluss lehrte Mills an der University of Oklahoma und der University of Illinois at Chicago, wo er ab 2004 Professor war. Von 2007 bis 2016 lehrte er an der Northwestern University und ab 2016 war er Professor am CUNY Graduate Center. Im Jahr 2017/18 war er Präsident der „Central Division“ der American Philosophical Association. Mills hielt 2020 die Tanner Lecture on Human Values und war seit 2017 Mitglied der American Academy of Arts and Sciences. Das Journal of Applied Philosophy lobt zu Ehren Mills’ seit 2023 einen Essay-Preis aus.

## Werk
In seinem Werk, das sechs Bücher und mehr als 100 Artikel umfasst, beschäftigte sich Mills aus Sicht der Critical Philosophy of Race mit Fragen von Rassismus und Gerechtigkeit, insbesondere in der Philosophie und der Politischen Theorie, die er scharf für ihre folgenreiche Missachtung Schwarzer Menschen kritisierte. Er setzte sich außerdem vertieft mit dem Liberalismus auseinander. Diesen kritisierte er zwar scharf, insbesondere in seinem Spätwerk versuchte er aber auch, durch eine Integration liberaler und radikaler Denktraditionen, den Anspruch des Liberalismus auf Universalismus tatsächlich einzulösen. Er war ein prominenter Kritiker der politischen Philosophie von John Rawls, die ihm ungeeignet schien, rassistische Diskriminierung zu bekämpfen. Beeinflusst war sein Denken u. a. von Karl Marx, Antonio Gramsci und Stuart Hall. Rahel Jaeggi und Kristina Lepold heben in einem Nachruf neben seinem lebenslangen Bemühen, „die Auseinandersetzung mit Rassismus ins Zentrum der Philosophie“ zu holen, seinen „Scharfsinn und [...] unerschöpflichen Humor“ hervor. Robin Celikates ist zudem beeindruckt von Mills’ „ganz eigener Mischung aus theoretischer Präzision und politischer Radikalität“.

### The Racial Contract
Mills bekanntestes Werk ist The Racial Contract, von dem mehr als 50.000 Exemplare verkauft wurden und das vielfach, z. B. in den African American studies und in einer Reihe von Konferenzen diskutiert wurde. Es erhielt den Myers Outstanding Book Award und die American Political Science Association zeichnete es 2021 mit dem Benjamin E. Lippincott Award aus, weil das herausragende Buch die Rolle von „race“ im vertragstheoretischen Denken auf bahnbrechende Weise untersuche und die Analyse mit einem komplexen Verständnis der vielfältigen praktischen Implikationen verbinde. Mills scherzte in öffentlichen Reden darüber, dass trotz des Erfolgs des Buchs die Rezeption vor allem außerhalb der akademischen Philosophie stattfinde.
Inspiriert von der feministischen Aneignung des vertragstheoretischen Denkens durch Carole Pateman und in der Tradition von Rousseaus Abhandlung über den Ursprung und die Grundlagen der Ungleichheit unter den Menschen entwirft Mills in dem Buch das Bild eines „Rassenvertrags“ als Herrschaftsvertrag. Er grenzt sich damit von liberalen Vertragstheoretikern wie John Rawls ab, die aus Mills’ Sicht durch ihren Fokus auf ideale Theorie so weit von der realen Welt abstrahierten, dass sie historisch entstandene rassistische Diskriminierung nicht fassen könnten. Der „Rassenvertrag“ ist somit kein Gedankenexperiment, sondern soll das historische Zustandekommen eines globalen rassistischen Systems, von Mills als White Supremacy bezeichnet, erklären. Der Vertrag sei kein Zusammenschluss aller Menschen, wie in der klassischen Vertragstheorie impliziert, sondern ein Vertrag einer Gruppe von Menschen, die durch den Vertrag zu Weißen werden und die restlichen Menschen durch den Vertrag als nicht-weiß und damit als „Subperson“ (S. 11) deklarierten. Der Zweck des Vertrags sei die Sicherung von Privilegien gegenüber Nicht-Weißen und die Ausbeutung ihrer Ressourcen. Der „Rassenvertrag“ sei somit in der Versklavung nicht-weißer Menschen, dem europäischen Kolonialismus und in Gesetzen, die rassistische Diskriminierung rechtlich kodifizierten, sichtbar und stabilisiert worden und bestehe bis heute fort.

## Schriften (Auswahl)
- The Racial Contract. Cornell University Press, Ithaca 1997, ISBN 0-8014-3454-8.
- Blackness Visible: Essays on Philosophy of Race. Cornell University Press, Ithaca 1998, ISBN 978-0-8014-3467-9.
- Contract and Domination. Zusammen mit Carole Pateman. Polity Press, Cambridge u. a. 2007, ISBN 978-0-7456-4003-7.
- Black Rights/White Wrongs: The Critique of Racial Liberalism. Oxford University Press, New York 2017, ISBN 978-0-19-024541-2.